# Niphargus croaticus
Niphargus croaticus is een vlokreeftensoort uit de familie van de Niphargidae. De wetenschappelijke naam van de soort is voor het eerst geldig gepubliceerd in 1887 door Jurinac.